# Paedocypris progenetica
Paedocypris progenetica es una especie de carpa endémica de Sumatra y Bintan (Indonesia) donde se encuentra en la turba y en ríos de aguas negras. Es el pez conocido más pequeño en el mundo, alcanzando las hembras un tamaño máximo de 10,3 mm, los machos 9,8 mm y el espécimen maduro más pequeño conocido, una hembra de 7,9 mm. Fue el vertebrado más pequeño hasta el descubrimiento de la rana Paedophryne amauensis que fue oficialmente descrita en enero del 2012.